# Ekele Udojoh
Ekele Udojoh (Lagos, Nigeria; 29 de septiembre de 1989) es un futbolista nigeriano. Juega de delantero y su último equipo fue La Serena de la Primera División de Chile.

## Carrera
Se inició en las divisiones inferiores del Sharks FC de su país de origen donde no tenía muchas oportunidades por lo que se va a Deportes La Serena de Chile llegando como flamante refuerzo aunque luego de que no cumpliera las expectativas el técnico del cuadro "granate" Víctor Hugo Castañeda le informó junto a varios jugadores que no continuaría en el club.
Actualmente Ekele Udojoh se encuentra jugando en la Liga Portuguesa en el equipo de C.S. Marítimo., luego de un fugaz paso por la liga Thailandesa.

## Clubes
| Club                   | País    | Año  |
| ---------------------- | ------- | ---- |
| Babanawa Football Club | Nigeria | 2006 |
| First Bank of Lagos    | Nigeria | 2007 |
| Sharks FC              | Nigeria | 2008 |
| Deportes La Serena     | Chile   | 2009 |